# Viluyo (Huanuni)
Viluyo ist eine Ortschaft im Departamento Oruro im Hochland des südamerikanischen Andenstaates Bolivien.

## Lage im Nahraum
Viluyo liegt in der Provinz Pantaleón Dalence und ist zweitgrößte Ortschaft im Cantón Huanuni im Municipio Huanuni. Die Ortschaft liegt auf einer Höhe von 3875 m am rechten, nördlichen Ufer des Río Huanuni, der von der Ortschaft Huanuni nach Nordwesten fließend in den Uru-Uru-See mündet.

## Geographie
Viluyo liegt am östlichen Rand des bolivianischen Altiplano und wird nach Osten hin von den Hochgebirgszügen der Cordillera Central begrenzt. Die Vegetation der Region ist die der Puna, das Klima ist kalt-trocken und ein typisches Tageszeitenklima, bei dem die mittleren Temperaturschwankungen im Tagesverlauf deutlicher ausfallen als im Verlauf der Jahreszeiten.
Die Jahresdurchschnittstemperatur der Region liegt bei knapp 9 °C, die Monatswerte schwanken zwischen 4 °C im Juni/Juli und 11 °C von November bis März (siehe Klimadiagramm Huanuni). Der Jahresniederschlag beträgt nur niedrige 350 mm, von April bis Oktober herrscht eine ausgeprägte Trockenzeit mit Monatswerten von unter 10 mm, nur von Dezember bis März fallen nennenswerte Monatsniederschläge zwischen 55 und 85 mm.

## Verkehrsnetz
Viluyo liegt in einer Entfernung von 42 Straßenkilometern südlich von Oruro, der Hauptstadt des gleichnamigen Departamentos.
Durch Viluyo führt die 976 Kilometer lange Nationalstraße Ruta 6, die wenige Kilometer nordwestlich nahe Sora Sora beginnt und über Sucre nach Osten zur brasilianischen Grenze führt.
Bei Sora Sora zweigt die Ruta 6 von der 1.215 Kilometer langen asphaltierten Ruta 1 ab, die den Altiplano von Norden nach Süden durchquert und von Desaguadero (Bolivien) an der peruanischen Grenze über El Alto und Oruro im Norden weiter nach Potosí und Tarija im Süden führt und bei Bermejo an der Grenze zu Paraguay endet.

## Bevölkerung
Die Einwohnerzahl der Ortschaft ist in den vergangenen beiden Jahrzehnten um mehr als die Hälfte angestiegen:
| Jahr | Einwohner | Quelle       |
| ---- | --------- | ------------ |
| 1992 | 218       | Volkszählung |
| 2001 | 190       | Volkszählung |
| 2012 | 354       | Volkszählung |
| 2024 |           | Volkszählung |

Die Region weist einen hohen Anteil an Quechua-Bevölkerung auf, im Municipio Huanuni sprechen 69,8 Prozent der Bevölkerung Quechua.